# Яргорівська бучина № 2
«Яргорівська бучина № 2» — ботанічна пам'ятка природи місцевого значення в Україні. Пам'ятка природи розташована на території Монастириського району Тернопільської області, с. Яргорів, Криницьке лісництво, кв. 6 в. 1, лісове урочище «Яргорів».
Площа — 27,60 га, статус отриманий у 1981 році.